# Чевіла (Вашингтон)
Чевіла (англ. Chewelah) — місто (англ. city) в США, в окрузі Стівенс штату Вашингтон. Населення — 2470 осіб (2020).

## Географія
Чевіла розташована за координатами 48°16′57″ пн. ш. 117°43′1″ зх. д. / 48.28250° пн. ш. 117.71694° зх. д. (48.282571, -117.716943).  За даними Бюро перепису населення США в 2010 році місто мало площу 7,72 км², уся площа — суходіл.

### Клімат
| Клімат : Чевіла         | Клімат : Чевіла | Клімат : Чевіла | Клімат : Чевіла | Клімат : Чевіла | Клімат : Чевіла | Клімат : Чевіла | Клімат : Чевіла | Клімат : Чевіла | Клімат : Чевіла | Клімат : Чевіла | Клімат : Чевіла | Клімат : Чевіла | Клімат : Чевіла |
| Показник                | Січ.            | Лют.            | Бер.            | Квіт.           | Трав.           | Черв.           | Лип.            | Серп.           | Вер.            | Жовт.           | Лист.           | Груд.           | Рік             |
| Абсолютний максимум, °C | 13,9            | 16,7            | 23,9            | 32,8            | 37,8            | 41,1            | 41,7            | 43,3            | 40,0            | 33,3            | 20,6            | 14,4            | 43,3            |
| Середній максимум, °C   | 1,1             | 4,9             | 9,6             | 16,4            | 20,8            | 24,6            | 30,3            | 28,8            | 24,2            | 16,4            | 7,5             | 2,7             | 15,6            |
| Середній мінімум, °C    | −6,8            | −4,7            | −2,3            | 1,1             | 4,6             | 7,6             | 11,1            | 10,4            | 7,5             | 2,2             | −2,1            | −4,6            | 2,0             |
| Абсолютний мінімум, °C  | −38,9           | −38,9           | −24,4           | −11,1           | −8,9            | −3,3            | −0,6            | −2,2            | −11,1           | −16,7           | −28,3           | −36,1           | −38,9           |
| Норма опадів, мм        | 58              | 44              | 46              | 37              | 44              | 42              | 21              | 20              | 27              | 37              | 61              | 74              | 512             |
| Днів з опадами          | 12              | 9               | 10              | 9               | 10              | 9               | 5               | 5               | 6               | 9               | 12              | 13              | 109,0           |
| ----------------------- | --------------- | --------------- | --------------- | --------------- | --------------- | --------------- | --------------- | --------------- | --------------- | --------------- | --------------- | --------------- | --------------- |
| Джерело:                |                 |                 |                 |                 |                 |                 |                 |                 |                 |                 |                 |                 |                 |

## Демографія
Згідно з переписом 2010 року, у місті мешкало 2607 осіб у 1150 домогосподарствах у складі 690 родин. Густота населення становила 338 осіб/км².  Було 1284 помешкання (166/км²).
Расовий склад населення:
| - 93,1 % — білих - 1,7 % — корінних американців - 0,5 % — азіатів - 0,2 % — чорних або афроамериканців |

До двох чи більше рас належало 3,7 %. Частка іспаномовних становила 2,8 % від усіх жителів.
За віковим діапазоном населення розподілялося таким чином: 23,0 % — особи молодші 18 років, 52,4 % — особи у віці 18—64 років, 24,6 % — особи у віці 65 років та старші. Медіана віку мешканця становила 45,2 року. На 100 осіб жіночої статі у місті припадало 87,2 чоловіків;  на 100 жінок у віці від 18 років та старших — 84,0 чоловіків також старших 18 років.
Середній дохід на одне домашнє господарство  становив 36 267 доларів США (медіана — 29 316), а середній дохід на одну сім'ю — 44 440 доларів (медіана — 36 625). Медіана доходів становила 32 596 доларів для чоловіків та 40 250 доларів для жінок. За межею бідності перебувало 22,6 % осіб, у тому числі 27,7 % дітей у віці до 18 років та 8,1 % осіб у віці 65 років та старших.
Цивільне працевлаштоване населення становило 830 осіб. Основні галузі зайнятості: освіта, охорона здоров'я та соціальна допомога — 23,5 %, роздрібна торгівля — 14,8 %, мистецтво, розваги та відпочинок — 13,1 %, науковці, спеціалісти, менеджери — 11,6 %.